# Мюфиде Кадри
Мюфиде Кадри-ханым (тур. Müfide Kadri Efendi; 1889/1890, Стамбул — 1912, там же) — турецкая художница и композитор. Одна из первых женщин-художников в Турции и первая женщина, ставшая профессиональной учительницей рисования в Османской империи. Она писала в основном портреты и сцены с людьми.

## Биография
Мюфиде потеряла мать, будучи ещё ребенком. Её удочерил дальний родственник Кадри-бей, у которого с его женой не было детей. Она обучалась на дому с репетиторами, которые обнаружили её художественный талант.

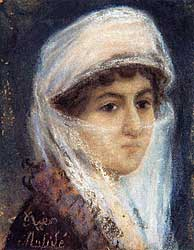
Автопортрет

Она начала серьёзно заниматься рисованием в возрасте десяти лет и брала уроки у Османа Хамди-бея. Затем рисунку и акварели её обучал Сальваторе Валери (1856—1946), профессор школы искусств «Санайи-и Нефисе Мектеби». Она также научилась играть на фортепиано, скрипке и традиционных инструментах, таких как уд и кеманча.
По настоянию Хамди-бея, она прислала несколько картин на выставку в Мюнхен, где они были удостоены золотой медали. Вскоре после того, как она стала преподавателем музыки в Стамбульской школе для девочек, её назначили преподавателем искусства и вышивки. Она также давала уроки живописи дочери Абдул-Хамида II во Дворце Адиле Султан. В течение этого периода она также сочиняла музыку на слова различных поэтов, которые были опубликованы в культурных журналах.
Вскоре после демонстрации трёх её работ на крупной выставке, проходившей в Стамбульском оперном обществе в 1911 году, у неё был диагностирован туберкулёз. Это было сделано слишком поздно, чтобы обеспечить эффективное лечение, и она умерла на следующий год. После смерти сорок её картин были проданы в пользу «Османского общества живописцев».
Она была похоронена на родине на кладбище Каракаахмет. На её могильной плите высечена надпись известного каллиграфа Исмаила Хаккы Алтынбезера. Её жизнь послужила вдохновением для романа Son Eseri (Последняя работа) писательницы Халиде Эдиб Адывар.

## Избранные картины

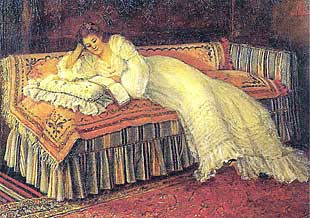
Женщина, читающая книгу
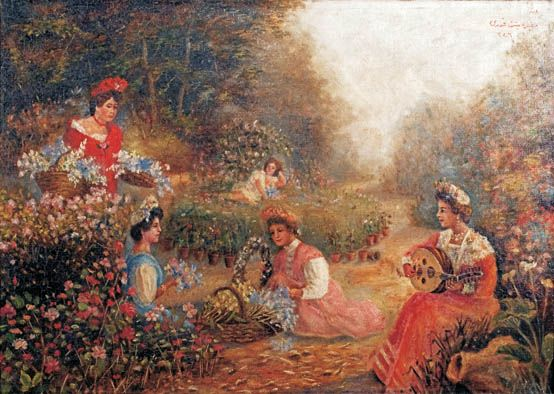
Женщина, играющая на уде
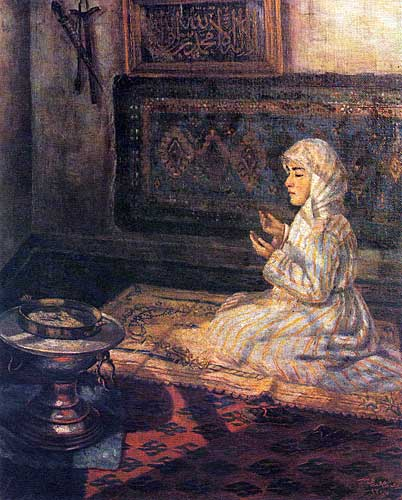
Молящаяся девушка
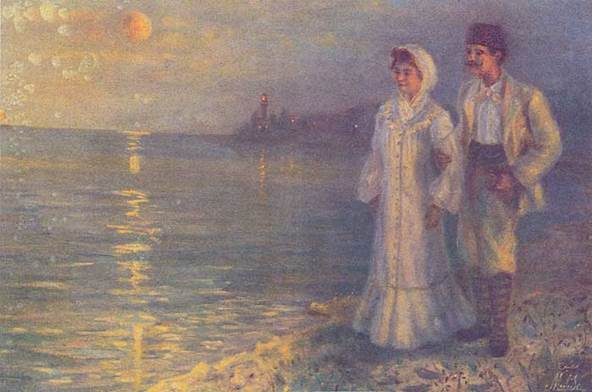
Влюблённые на пляже